# La Ferté-Vidame
 La Ferté-Vidame  es una población y comuna francesa, en la región de  Centro, departamento de Eure y Loir, en el distrito de Dreux y cantón de La Ferté-Vidame.

## Demografía
| 893 | 793 | 790 | 784 | 801 | 818 |
| Para los censos de 1962 a 1999 la población legal corresponde a la población sin duplicidades (Fuente: INSEE [Consultar]) |     |     |     |     |     |